# Makahala mirae
Makahala mirae — вид викопних птахів ряду буревісникоподібних (Procellariiformes), що мешкав в олігоцені в Північній Америці. Фрагменти кінцівок птаха знайдені у відкладенні формації Макаг у штаті Вашингтон. Вид може бути близьким до предків родини буревісникових (Procellariidae).